# سلمان باك
سلمان باك  وهي بلدة عراقية جنوب بغداد دمجت حالياً مع مدينة المدائن.
وأصلها مدينة قطيسفون (المدائن) التي بناها الإغريق قبل الميلاد وورثها الفرس، والتي استمرت كمركز رئيسي للبلاد حتى حلت محلها بغداد في القرن الثامن.
سميت على اسم الصحابي سلمان الفارسي المدفون فيها.